# Doug Serrurier
Louis Douglas »Doug« Serrurier, južnoafriški dirkač Formule 1, * 9. december 1920, Germiston, Južnoafriška republika, † 3. junij 2006, Johannesburg, Južnoafriška republika.
Doug Serrurier je pokojni južnoafriški dirkač Formule 1. Debitiral je na domači dirki za Veliko nagrado Južne Afrike v sezoni 1962, ko je odstopil. Drugič je v Formuli 1 nastopil na Veliki nagradi Južne Afrike v sezoni 1963, ko je z enajstim mestom dosegel svoj rezultat kariere, tretjič in zadnjič pa na Veliki nagradi Južne Afrike v sezoni 1965, ko se mu ni uspelo kvalificirati na samo dirko. Umrl je leta 2006.

## Popolni rezultati Formule 1
(legenda) (odebeljene dirke pomenijo najboljši štartni položaj, poševne pa najhitrejši krog, †-uvrščen kljub odstopu)
| Leto | Moštvo       | Šasija  | Motor                 | 1       | 2   | 3   | 4   | 5  | 6   | 7   | 8   | 9       | 10     | Prv | Toč |
| ---- | ------------ | ------- | --------------------- | ------- | --- | --- | --- | -- | --- | --- | --- | ------- | ------ | --- | --- |
| 1962 | Otelle Nucci | LDS Mk2 | Alfa Romeo Straight-4 | NIZ     | MON | BEL | FRA | VB | NEM | ITA | ZDA | JAR Ret |        | -   | 0   |
| 1963 | Otelle Nucci | LDS Mk2 | Alfa Romeo Straight-4 | MON     | BEL | NIZ | FRA | VB | NEM | ITA | ZDA | MEH     | JAR 11 | -   | 0   |
| 1965 | Otelle Nucci | LDS Mk2 | Climax Straight-4     | JAR DNQ | MON | BEL | FRA | VB | NIZ | NEM | ITA | ZDA     | MEH    | -   | 0   |